# トム・シェラック
トーマス・ミッチェル・シェラック（Thomas Mitchell Sherak, 1945年6月22日 - 2014年1月28日）は、アメリカ合衆国の俳優、映画プロデューサーである。

## 人物
2009年から2010年には映画芸術科学アカデミー会長を務め、2010年8月には2期目の再選を果たした。2012年にアカデミー会長を辞め、ホーク・コッチが後任となった。2013年9月26日、ロサンゼルス市長のエリック・ガーセッティは新しく設置された市のエンターテイメント産業と製作オフィスのディレクターとしてシェラックを任命した。2014年1月28日、カリフォルニア州カラバサスで前立腺癌により68歳で亡くなった。